# Paranerita flexuosa
Paranerita flexuosa là một loài bướm đêm thuộc phân họ Arctiinae, họ Erebidae.